# Peter L. Berger
Peter Ludwig Berger (17. března 1929 Vídeň – 27. června 2017) byl americký sociolog a luteránský teolog. Jeho asi nejznámější práce, kterou napsal společně s Thomasem Luckmannem, nese název Sociální konstrukce reality.
Mezi Bergerovy známé teorie se řadí koncept sociální reality, na nějž pohlížel jako na součást vědomí. Velkou část své pozornosti věnoval i náboženství a zkoumal ho z pohledu sociálního konstruktivisty.

## Život
Narodil se ve Vídni. Vyučoval ho Alfred Schütz, kterého ovlivnil například Edmund Husserl. Po nacistickém převzetí Rakouska v roce 1938 Berger a jeho rodina emigrovali do Palestiny, tehdy pod britskou nadvládou. Navštěvoval britskou střední školu St. Luke's. Po německých bombových útocích na Haifu byl evakuován na horu Karmel, kde se rozvinul jeho celoživotní zájem o náboženství. Krátce po druhé světové válce v roce 1947 Berger a jeho rodina znovu emigrovali, tentokrát do Spojených států, kde se usadili v New Yorku. V roce 1949 absolvoval Wagner College v New Yorku, kde získal bakalářský titul. Ve studiích dále pokračoval v nedaleké The New School, na které roku 1952 obdržel doktorský titul. Mezi lety 1956–1958 byl odborným asistentem na Severokarolínské univerzitě v Chapel Hill, dalších pět let působil na Hartford Theological Seminary. V následujících letech byl jmenován profesorem, od roku 1981 působil na Bostonské univerzitě.
Berger strávil většinu své kariéry vyučováním na The New School for Social Research, na Rutgers University a na Bostonské univerzitě. Před odchodem do důchodu byl Berger od roku 1981 na Bostonské univerzitě a byl ředitelem Institutu pro studium ekonomické kultury, který se později transformoval na Institut pro kulturu, náboženství a světové záležitosti (Institute on Culture, Religion and World Affairs – CURA) a nyní je součástí Boston University Pardee School of Global Studies. Jako ředitel CURA působil od roku 1985 do roku 2010.

## Dílo

### Sociální konstrukce reality
Knihu Sociální konstrukce reality Berger napsal spolu s Thomasem Luckmannem a patři k jejich nejvýznamnějším publikacím. Kniha se realitu snaží vysvětlit jako společností vytvářený a podmíněný fenomén. Z konstruktivismu vyplývá, že realita nemusí být pouze jedna a hlavně, že nemusí být shodná. A důležitou součástí je i to, že svět z pohledu konstruktivistů není nikdy dokončený. Jeho tvorba se odvíjí a uspořádává hlavně od zkušeností. Po vydání knihy se začala objevovat příliš radikální interpretace, kdy za Bergerem chodili latinskoameričtí revolucionáři s prosbou o radu - "Mluvíte o konstrukci společnosti a my ji chceme rekonstruovat." Rady se údajně nikdy nedočkali. Berger s Luckmannem společně nakonec prohlašovali, že nejsou konstruktivisté.

### The Sacred Canopy: Elements of a Sociological Theory of Religion
V tomto díle se autor věnuje provázanosti sociální konstrukce a náboženství. Důležitým prvkem je jakýsi řád (nomos), který se snaží mít připravenou odpověď na jakoukoliv situaci, která by mohla nastat. Situace a připravenost zmíněného řádu se opět odvíjí od zkušeností. Tento řád si společnost pečlivě hlídá nejen subjektivně, ale i za použití různých institucí, které mají zajistit dohled nad jeho dodržováním a nad tím, že se nebude měnit.

### Metodologický ateismus a agnosticismus
Metodologický ateismus i agnosticismus se uplatňují v sociologickém zkoumání náboženství i v religionistice. Těmito a jinými tématy se právě Berger zabýval.
„Každý výzkum týkající se náboženství, který se opírá o empirické poznatky, musí být bezpodmínečně založen na metodologickém ateismu.“ 
Z citátu výše vyplývá, že podle Bergera je jakýkoli výzkum o náboženství je metodologickým ateismem. Metodologický ateismus ale vylučuje vše s náboženstvím spojené – existenci Boha, či andělů; cokoli nadpřirozeného. (Tento jev se nazývá tzv. „uzávorkování“ - nesoustředí se na analýzu jevů nebo na zkušenost, ale ze začátku popírá existenci fenoménu a vyřazuje předběžná přesvědčení o něm.) Metodologický ateismus z empirických poznatků nevychází; naopak vylučuje vše s náboženstvím spojené – existenci Boha, či andělů – cokoli nadpřirozeného. Berger udává, že náboženství je produktem lidské aktivity a lidského vědomí. Víra je pouhou projekcí lidské mysli do velké prázdného vesmíru.
Berger říká, že vědecké studie o náboženství musí počítat s apriorní podmínkou – s metodologický dohadem, že pojem “svatý” neexistuje. Jako svaté Berger chápe mysteriózní a úctu vzbuzující sílu, která není lidská, ani není s lidmi nijak spřízněná. Věří, že se ukrývá v určitých zkušenostech.
Metodologický ateismus ale nemůžeme považovat za průkazný vzhledem k tomu, že tvrzení musí být podloženy důkazy na základě pozorování a nemůžeme se spoléhat pouze na apriorní dojmy a dohady, na kterých se ale metodologický ateismus zakládá.
Základem metodického agnosticismu je důraz na empirické poznání. Nepopírá Boha, ani sním nic spojené, ale soustředí se na fakta.
Metodologická neutralita či agnosticismus umožňuje religionistům nepředpojatě zkoumat náboženské přesvědčení a náboženskou praxi těch druhých.